# 神奇女俠
神力女超人（英語：Wonder Woman，也译作神力女超人）是一名由DC漫畫創造的虛構超級英雄角色。由美國心理學家兼作家威廉·莫爾頓·馬斯頓所創作，神力女超人首次登場於《群星漫畫》#8（1941年12月）與《迷情漫畫》#1（1942年1月），《神力女超人》漫畫在多年來已經由DC漫畫不間斷地發行，除了1986年短暫的沉寂。神力女超人被描繪成一位為正義、愛情、和平而戰的英雌，使她成為女性主義的象徵。

## 關於角色
神力女超人是一位來自亞馬遜（基於希臘神話中的亞馬遜）的戰士公主，在她的家鄉天堂島被稱作天堂島的黛安娜公主（英語：Princess Diana of Themyscira）。她有時在天堂島以外的地方也會用黛安娜·普林斯這個名字偽裝自己的身份。她一出生就擁有超人的力量和戰鬥技能，所配戴的武器包括「真言套索」和「神力手鐲」，並在部分故事中還擁有一架隱形戰機和有著治癒能力的紫雷。神力女超人於第二次世界大戰時期誕生，她最初被詮釋成會與軸心國軍隊以及各式各樣的超級反派戰鬥，直到近年來的故事線則更著重於人物、神和怪物等希臘神話中的角色。自從她出道數十年，神力女超人時常對抗一心想對亞馬遜不利的各種經典反派，包括阿瑞斯、豹女、女巫賽西和巨化女等。神力女超人亦經常在超級英雄團隊美國正義會（1941年）和正義聯盟（1960年）中。
神力女超人被提名在《帝國雜誌》的50位最偉大的漫畫書人物中排行第二十。她在《Comics Buyer's Guide》的漫畫100位最性感女性中排名第六。2011年5月，神力女超人在IGN的100個頂尖漫畫英雄中排名第五。
除了漫畫外，角色也出現在其他媒體；較著名的是1975年至1979年的電視劇《神力女超人》，由琳達·卡特主演，以及一些如《超級英雄戰隊》與《正義聯盟》動畫系列。由於卡特的電視劇使得DC致力將真人媒體帶給觀眾，並推出許多各種玩具和週邊。2011年，DC試圖將神力女超人重返銀幕，包括NBC的試播集，但後來被取消。2013年，華納兄弟宣布蓋兒·加朵將於2016年電影《蝙蝠俠對超人：正義曙光》中飾演神力女超人。2016年10月21日，聯合國授證給與神力女超人，並被聘任為推廣2016年可持续发展目标（Sustainable Development Goals）的第五項“实现性别平等，增强所有妇女和女童的权能”的榮譽大使。但神力女超人被聯合國任命為榮譽大使只做到2016年12月16日，結束這位漫畫人物為期不到兩個月的短命任期。

## 人物
神力女超人的本名為黛安娜·普林斯（Diana Prince），名字源自羅馬神話中的月亮与狩猎女神狄阿娜。在很多改編的版本之中，神力女超人是亞馬遜天堂島（為DC宇宙中的亞馬遜，原型為希臘神話中的亞馬遜，並不是南美洲的亞馬遜）一個傳說中只有女性和善於戰鬥的民族公主。某天，一名美國空軍史提夫·崔佛因事故而昏迷，被黛安娜公主所發現，而她以這個部落大使的身分把該名軍人送回到現代城市，在出發前，她獲贈由奧林帕斯諸神送的禮物「使人誠實說出真話的繩套」和「刀槍不入的手鐲」。回到城市後和史帝夫產生感情，在得到母后和族人認同後，黛安娜決定居住於城市，並以「神力女超人」名義保護人們，成為一個超級英雄。
幾年後，她被形容為和阿芙蘿黛蒂一樣美麗、與雅典娜一樣聰明、比荷米斯更敏捷和比赫拉克勒斯更強壯的「英雄」。

## 能力
神力女超人有著超人的力量、速度和身體耐力，亦擅長各種格鬥技巧和劍術。她在初期電影中駕駛著一部隱形戰機，然而之後則更改設定為她本身就能飛行（但有時仍會駕駛隱形飛機）。最常見的武器是能使人誠實說出真話的繩套「真言套索（Lasso of Truth）」，因此善於偵查敵人的情報。而刀槍不入的手鐲「恭顺之镯（Bracelets of Submission/gauntlets）」則堅韌得能抵擋住雷擊。此外有時還會用劍之類的亞馬遜民族武器。
在新52中，火神曾經幫助神奇女俠修改她的手鐲，以便她在戰鬥時能使出兩把魔法短劍。她也曾經受過阿瑞斯的訓練，並在其死後繼承戰神的力量，可以將精神連繫到所有戰士。

## 服裝造型

神力女超人在新52的服裝造型。取自《正義聯盟》#3

神力女超人隨著時間和版本的不同服裝造型也有所改變，但其胸甲、頭飾、手鐲和「W」標誌都將保留下。儘管她的服裝最初是以美國形象來設計，但作者後來表明是以亞馬遜風格為主。在第3卷中，希波吕忒發號施令替戴安娜製作服裝，其靈感來自戴安娜出生於夜晚的天空；紅色代表狩獵月，深藍色代表星星，鷹胸甲是象徵著雅典娜的老鷹。在她出道時，戴著鑲有紅色星星的金色頭飾、穿著星星圖樣的藍色裙褲與紅色長靴。這件衣服是完全基於美國國旗。後來在1942年，其束裝產生了細微的變化；裙褲被完全轉化成緊身短裤，靴子變成涼鞋。在早期她是露背的模樣，於1950年遭漫画准则管理局糾正才使背蓋住。1960年代，她開始運用自己的力量打擊犯罪；她曾穿過白色的囚犯裝作為制服。1970年初，戴安娜服裝復原，並穿著更現代化的服裝；在此之前的束裝為「泳衣」式。後來，在1976年，她的白色腰帶變成了黃色。
在《無限地球危機》過後，喬治·佩雷斯在1987年幫她重設了服裝，她穿著一件類似1970年的服裝，但金色腰帶便得更大些。這身裝扮一直持續到威廉·梅斯納爾-洛柏斯手中，戴安娜將神力女超人的身分給了阿蒂蜜絲。不再是神力女超人的戴安娜穿著黑色的機車夾克，為麥克·德奧達托設計。之後約翰·拜恩接手寫作和美術的工作，他重新設計了神力女超人的束裝（戴安娜恢復了神力女超人的身分），他將其標誌和腰帶結合在一起。
直到《無限危機》她的服裝都沒有太大的改變。她的腰帶如同其胸甲被設計成「W」形。這身束裝一直持續至#600，約瑟夫·麥可·斯特拉日恩斯基的時間線而產生了更動。她的束裝由吉姆·李重新設計，其中包括重新設計標誌、金色和紅色的頭飾、黑色褲子，並去除掉黑藍色的夾克。
另一次的重大更動為DC漫畫的重啟計畫新52。她恢復了原來的泳衣造型，原本的紅色和藍色改為深紅色與藍黑色。她的胸甲、頭飾和腰帶改為白金或純銀的顏色。除了穿戴一些配件外，她的服裝也不再是布織的，而是具有彈性的防彈衣。她的靴子現在是藍黑色，而不是紅色。曾穿過之前的黑色長褲和裙子，但後來又去除。
2016年，DC决定将神奇女侠的服装统一为DC扩展宇宙中《神奇女侠》的服装样式。

## 敵人
- 埃勾斯（英语：Aegeus (comics)）
- 角人（英语：Angle Man）
- 阿瑞斯 / 马尔斯
- 闪击男爵（英语：Baron Blitzkrieg）
- 保拉·冯·冈瑟女男爵（英语：Paula von Gunther）
- 蓝雪人（英语：Blue Snowman）
- 维罗妮卡·凯尔（英语：Veronica Cale）
- 神奇队长（英语：Captain Wonder (DC Comics)）
- 豹女
- 瑟茜（英语：Circe (comics)）
- 暗天使（英语：Dark Angel (DC Comics)）
- 破败（英语：Decay (DC Comics)）
- 赛博博士（英语：Doctor Cyber）
- 毒药博士（英语：Doctor Poison）
- 神经博士（英语：Doctor Psycho）
- 欺骗公爵（英语：Duke of Deception）
- 贪婪伯爵（英语：Earl of Greed）
- 蛋福 / 庄子
- 邪姬（英语：Eviless）
- 初生（英语：First Born (comics)）
- 族灭（英语：Genocide (comics)）
- 巨化女
- 哈得斯（英语：Hades (DC Comics)）
- 催眠女（英语：Hypnota）
- 孔（英语：Kung (comics)）
- 征服领主（英语：Lord Conquest）
- 面具人（英语：Mask (DC Comics)）
- 麦克斯维尔·劳德（英语：Maxwell Lord）
- 美杜莎（英语：Medusa (DC Comics)）
- 暴雪先生（英语：Minister Blizzard）
- 欧赛拉（英语：Osira）
- 克莉女王（英语：Queen Clea）
- 红色装甲（英语：Red Panzer）
- 银天鹅（英语：Silver Swan (comics)）
- 特斯卡特利波卡（英语：Tezcatlipoca (DC Comics)）
- 扎拉（英语：Zara (comics)）
- 小丑 (漫畫) : 主要是蝙蝠俠的敵人，但因為與蝙蝠俠的交情偶爾會被小丑給盯上。

## 其他媒體
在1974年，神力女超人曾拍過電視電影，由Cathy Lee Crosby主演神力女超人，她也是第一個於銀幕穿上神力女超人套裝的人。儘管這次嘗試不受歡迎而宣告失敗，但制作公司仍有興趣開拍有關神力女超人的電視版，促成了日後的神力女超人電視劇。
終於，神力女超人於1975年開拍電視劇，由琳達·卡特主演，這一套電視劇比電影更忠於原著，一度令神力女超人這個角色大受歡迎，也令這次嘗試成功，其後這套電視劇於1979年完結，其間合共3季，雖然只得3年時間，但神力女超人的形象已經深入民心。
在2001年，電影制作人Joel Silver宣佈將會開拍神力女超人電影，並會由著名電視劇《捉鬼者巴菲》創造者喬斯·溫登任編劇，有傳瑪麗亞·凱莉，珊卓·布拉克和凱瑟琳·澤塔-瓊斯其中一人會擔任這個角色，其中珊卓·布拉克成事機會較高。後來，喬斯·溫登因與制作公司因劇本問題出現分歧，其後更退出編劇一職。
在電視劇《超人前傳》中曾提及過正義聯盟，但由於神力女超人電影將開拍，所以編劇把神力女超人的戲份改為綠箭俠。

### 電視電影
- 《神力女超人》（1974年）：由凱蒂·李·克羅斯比飾演。

### 電視劇
- 《神力女超人》（1975年）：由琳達·卡特飾演。

### 電影
- DC擴展宇宙：由蓋兒·加朵飾演[17][18][19][20][21][22][23][24]。
  - 《蝙蝠俠對超人：正義曙光》（2016年）
  - 《神力女超人》（2017年）
  - 《正義聯盟》（2017年）
  - 《神力女超人1984》（2020年）
  - 《查克·史奈德之正義聯盟》（2021年）
  - 《沙贊！眾神之怒》（2023年）：片尾客串
  - 《閃電俠》（2023年）：客串
- 《神力女超人的秘密》（2017年）：講述威廉·莫爾頓·馬斯頓教授在創作神力女超人時的生活，他的妻子伊莉莎白，以及他們與奧麗弗·伯恩的關係。

### 動畫電影
- 2009年3月3日推出錄影帶首映方式發布的《神奇女侠》。
- 2010年9月28日推出錄影帶首映方式发布的《超人/蝙蝠侠：启示录》。
- 2010年2月23日推出錄影帶首映方式发布的《正義聯盟：兩面夾擊》。
- 2012年2月28日推出录影带首映方式发布的《正義聯盟：末日審判》。
- 2013年5月21日推出录影带首映方式发布的《樂高蝙蝠俠電影：超級英雄集結》。
- 2013年7月30日推出录影带首映方式发布的《正义联盟：闪点悖论》。
- 2014年2月4日推出錄影帶首映方式发布的《正义联盟：战争》。
- 2014年2月7日推出的《樂高玩電影》。
- 2014年10月27日推出錄影帶首映方式发布的《DC漫畫超級英雄：蝙蝠俠 全面圍攻》。
- 2015年1月27日推出錄影帶首映方式发布的《正義聯盟：亞特蘭提斯的王位》。
- 2015年2月10日推出錄影帶首映方式发布的《樂高電影：正義聯盟大戰反正義聯盟》。
- 2015年8月25日推出錄影帶首映方式发布的《樂高電影：正義聯盟大戰末日軍團》。
- 2019年10月5日推出錄影帶首映方式发布的《神力女超人：血脈》。

## 外部連結
- DC網站(英文) （页面存档备份，存于）
- Wonder Woman Official website （页面存档备份，存于） at DC Comics.com
- 神力女超人電視劇片頭(第一季) （页面存档备份，存于）
- 神力女超人電視劇片頭(第三季) （页面存档备份，存于）
- Carol A. Strickland's Wonder Woman site （页面存档备份，存于）
- AmazonArchives.com
- Wonder of Wonders （页面存档备份，存于）
- Wonder Woman Wiki （页面存档备份，存于）
- Glen, Joshua. . The Boston Globe. 2004-04-04  [2013-07-17]. （原始内容存档于2016-03-04）.
- Malcom, Andrew H. . The New York Times. 1992-02-18  [2013-07-17]. （原始内容存档于2009-02-14）.
- YouTube上的【神力女超人】中文電影預告.（繁體中文）

Template:神奇女侠
Template:正义联盟
Template:正義聯盟角色